# Kōichi Yokozeki
Kōichi Yokozeki (japanisch 横関 浩一 Yokozeki Kōichi; * 11. September 1979 in der Präfektur Osaka) ist ein ehemaliger japanischer Fußballspieler.

## Karriere
Yokozeki erlernte das Fußballspielen in der Schulmannschaft der Kansai University Daiichi High School und der Universitätsmannschaft der Kansai-Universität. Seinen ersten Vertrag unterschrieb er 2002 bei den Ventforet Kofu. Der Verein spielte in der zweithöchsten Liga des Landes, der J2 League. Für den Verein absolvierte er fünf Ligaspiele. Ende 2002 beendete er seine Karriere als Fußballspieler.